# Platygaster varicornis
Platygaster varicornis är en stekelart som beskrevs av Peter Neerup Buhl 1999. Platygaster varicornis ingår i släktet Platygaster och familjen gallmyggesteklar. Inga underarter finns listade i Catalogue of Life.